# Romain Buros
Pour les articles homonymes, voir Buros (homonymie).

a Compétitions nationales et continentales officielles uniquement.

b Matchs officiels uniquement.
Dernière mise à jour le 17 novembre 2024.
Romain Buros, né le 31 juillet 1997 à Aire-sur-l'Adour (Landes), est un joueur international français de rugby à XV jouant au poste d'arrière ou d'ailier à l'Union Bordeaux Bègles depuis 2018.
Formé à la Section paloise, il y commence sa carrière professionnelle en 2015, mais n'y joue que très peu. Il rejoint alors l'Union Bordeaux Bègles en 2018 où il se révèle et devient un joueur important de l'équipe. Il remporte la Champions Cup avec l'Union Bordeaux Bègles en 2025 et le Tournoi des Six Nations avec l’ Équipe de France de rugby à XV la même année . 

## Biographie

### Jeunesse et formation
Romain Buros commence le rugby à l'Avenir aturin à Aire-sur-l'Adour dès l'âge de quatre ans et demi. Il est accepté en Sport Études à Bayonne en cadet deuxième année. Puis, il réussit l’exploit d’être sélectionné en équipe de France des moins de seize ans en évoluant en Teulière B, à l’Avenir Aturin. Il rejoint ensuite le centre de formation de la Section paloise en 2013.
En novembre 2015, Romain Buros est retenu avec l'équipe de France des moins de 20 ans par Thomas Lievremont pour préparer la coupe du monde des moins de 20 ans 2016. Il participe à la compétition et est titulaire pour le premier match contre l'Argentine. Avant la coupe du monde, il participe au Tournoi des Six Nations des moins de 20 ans en tant que titulaire.

### Débuts professionnels à Pau (2015-2018)
Romain Buros joue le premier match de sa carrière professionnelle le 12 décembre 2015 à l'occasion d'un match de Challenge européen de la saison 2015-2016, contre les Dragons. Il est titulaire au poste d'arrière et les Gallois s'imposent 22 à 0. Il joue deux autres matchs dans la compétition, ce sont ces trois seuls matchs joués de la saison.
Avec seulement neuf matchs joués durant la saison 2016-2017 et un durant la première moitié de saison 2017-2018, il décide de quitter Pau pour rejoindre l'Union Bordeaux Bègles en recherche de temps de jeu,. Après avoir annoncé son départ, il est écarté du groupe professionnel palois pour la seconde partie de saison et joue avec les espoirs.

### Révélation à l'UBB (2018-2021)
Romain Buros joue son premier match sous ses nouvelles couleurs lors de la deuxième journée de Top 14 de la saison 2018-2019 en étant titulaire face au Stade français (défaite 20-8). Dès son arrivée à l'UBB, il s'impose comme un titulaire indiscutable, profitant notamment de sa polyvalence lui permettant de jouer à l'aile ou à l'arrière pour gagner du temps de jeu. Pour sa première saison, il joue 18 matchs de championnat et marque cinq essais.
En début de saison 2020-2021, au mois d'août, il prolonge son contrat de trois saisons soit jusqu'en 2024 avec l'UBB. Romain Buros réalise une très bonne première partie de saison enchaînant les titularisations en l'absence de Nans Ducuing sur blessure. Il joue au total 28 matchs, tous en tant que titulaire et marque trois essais. Il est l'une des principales satisfactions de son club, qui termine cette saison en étant demi-finaliste de la Coupe d'Europe et du Top 14 après avoir été éliminé à deux reprises par le Stade toulousain.

### Aux portes de l'équipe de France (depuis 2021)
Après une saison 2020-2021 réussie, il est logiquement convoqué pour la première fois en équipe de France par Fabien Galthié, profitant de l'absence de nombreux cadres de la sélection, pour participer à la tournée d'été en Australie. Il ne joue cependant aucun match à cette occasion.
Pour la saison 2021-2022, Romain Buros est le titulaire au poste d'arrière devant Ducuing. Il est de nouveau sélectionné avec le XV de France, en octobre 2021, dans un groupe de 42 joueurs pour préparer la tournée d'automne 2021. Il ne connaît toujours pas sa première cape à cause de la très grosse concurrence à son poste où jouent notamment Brice Dulin, Melvyn Jaminet et Thomas Ramos. Sa saison est cependant écourtée à cause d'une blessure à l'épaule qui l'éloigne des terrains durant plusieurs mois. Il joue donc 16 matchs pour 15 titularisations et inscrit 4 essais.
Durant la saison 2022-2023, il est toujours le titulaire de son club à l'arrière devant Ducuing, mais doit faire face à l'arrivée du jeune et très prometteur Louis Bielle-Biarrey qui avait profité de son absence la saison passée pour se révéler. Il est dans un premier temps sélectionné avec les Bleus pour la tournée d'automne 2022, mais se blesse à l’ischio-jambier de la cuisse gauche lors d'un match de championnat face à Clermont, le rendant indisponible pour cette tournée. Puis, en janvier 2023, il est de nouveau appelé en équipe de France pour participer au Tournoi des Six Nations 2023,. Cependant il n'est présent sur aucune feuille de match durant la compétition. De retour à Bordeaux, il joue au total 18 matchs, mais sa fin de saison est gâchée par une blessure.
En début de saison 2023-2024, il prolonge son contrat avec l'UBB de deux saisons, soit jusqu'en 2026. Puis, en novembre 2023, il joue son centième match avec le club girondin lors de la huitième journée de Top 14 contre l'USAP. Il marque à cette occasion un essai, dans une victoire 46 à 22.
Le 28 juin 2024, il est titulaire en finale du Top 14, organisée exceptionnellement au Stade Vélodrome de Marseille, face au Stade toulousain. Les bordelais ne parviennent pas à inquiéter les toulousains et s'inclinent sur le large score de 59 à 3.
Il connait sa première sélection et titularisation avec le XV de France lors d'un match contre la Nouvelle-Zélande le 16 novembre 2024 . Il marque aussi son premier essai international lors de cette rencontre.
Le 24 mai 2025, il est titulaire en finale de la Champions Cup au Millennium Stadium de Cardiff face aux Northampton Saints. Les bordelo-bèglais s'imposent 28 à 20 face aux anglais et remportent ainsi le premier titre de l'histoire du club.

## Statistiques
| Saison                           | Club                             | Championnat | Championnat | Championnat | Coupe d'Europe     | Coupe d'Europe | Coupe d'Europe |
| Saison                           | Club                             | Compétition | Matches     | Essais      | Compétition        | Matches        | Essais         |
| -------------------------------- | -------------------------------- | ----------- | ----------- | ----------- | ------------------ | -------------- | -------------- |
| 2015-2016                        | Section paloise                  | Top 14      | -           | -           | Challenge européen | 3              | -              |
| 2016-2017                        | Section paloise                  | Top 14      | 4           | 1           | Challenge européen | 5              | 1              |
| 2017-2018                        | Section paloise                  | Top 14      | -           | -           | Challenge européen | 1              | -              |
| Sous-total Section paloise       | Sous-total Section paloise       | Top 14      | 4           | 1           | Challenge européen | 9              | 1              |
| 2018-2019                        | Union Bordeaux Bègles            | Top 14      | 18          | 5           | Challenge européen | 2              | -              |
| 2019-2020                        | Union Bordeaux Bègles            | Top 14      | 8           | 1           | Challenge européen | 3              | 2              |
| 2020-2021                        | Union Bordeaux Bègles            | Top 14      | 23          | 3           | Coupe d'Europe     | 5              | -              |
| 2021-2022                        | Union Bordeaux Bègles            | Top 14      | 16          | 4           | Coupe d'Europe     | -              | -              |
| 2022-2023                        | Union Bordeaux Bègles            | Top 14      | 17          | 2           | Champions Cup      | 1              | -              |
| 2023-2024                        | Union Bordeaux Bègles            | Top 14      | 23          | 5           | Champions Cup      | 6              | 5              |
| 2024-2025                        | Union Bordeaux Bègles            | Top 14      | 8           | 4           | Champions Cup      | -              | -              |
| Sous-total Union Bordeaux Bègles | Sous-total Union Bordeaux Bègles | Top 14      | 113         | 24          | Coupes d'Europe    | 17             | 7              |
| Total                            | Total                            | Total       | 117         | 25          | Coupes d'Europe    | 26             | 8              |

### XV de France
Au 19 novembre 2024, Romain Buros compte 1 sélection pour 1 essai marqué et 5 points inscrits depuis sa première sélection le 16 novembre 2024 face à la Nouvelle-Zélande au Stade de France.
| Année | Compétition | Matchs | Points | Essais | Transf. | Drops | Pénal. |
| ----- | ----------- | ------ | ------ | ------ | ------- | ----- | ------ |
| 2024  | Test matchs | 1      | 5      | 1      | -       | -     | -      |
| Total | Total       | 1      | 5      | 1      | 0       | 0     | 0      |

## Palmarès
- Finaliste du Championnat de France espoirs en 2018 avec la Section paloise.
- Finaliste du Championnat de France en 2024 avec l'Union Bordeaux Bègles.
- Finaliste du Championnat de France en 2025 avec l'Union Bordeaux Bègles.
- Vainqueur de la Champions Cup en 2025 avec l’Union Bordeaux Bègles.